# Cisco Heat
Cisco Heat, All American Police Car Race es un videojuego de carreras arcade de Jaleco.
Se distribuyó una versión para PC en 1991 en formato de 2 discos de 5 y 1/4 de pulgadas (5 1/4")

## Jugabilidad
El jugador asume el papel de un oficial que debe correr con su coche patrullero a través de San Francisco en un intento de ganar el 'National Championship Police Car Steeplechase'. La jugabilidad es similar a la de otros juegos de carreras contemporáneos, con un cambio de dos velocidades y una vista de persecución.